# 황정연 (1952년)
황정연(黃正淵, 1952년 4월 6일 ~ )은 전라북도 익산시 출신의 전직 대한민국의 소방공무원이다. 제2기 소방간부후보생으로 1980년 11월 4일 임용되어  전라북도 소방본부 방호과장, 전라북도 정읍소방서장, 익산소방서장, 행정자치부 소방행정과 기획담당, 서울특별시 소방방재본부 예방과장, 방호과장, 전라남도 소방본부장, 중앙소방학교장, 제2대 소방방재청 차장을 역임하였다.

## 학력
- ‘71.3.10 ~ ’74.2.12 서라벌고등학교
- ‘88.3.3 ~ ’92.2.22 전북산업대학 행정학 학사
- ‘92.3.2 ~ ’95.2.22 전북대 행정대학원 행정학과 석사

## 경력
- ‘80.11.4 ~ ’84.12.14 지방소방위 전북이리소방서 방호과, 소방과
- ’84.12.15 ~ ‘90.9.23 지방소방경 전북정주소방서, 군산소방서
- ‘90.9.24 ~ ’95.5.18 지방소방령 전북전주소방서, 전북소방본부 소방과
- ‘95.5.19 ~ ’02.1.2 지방소방정 전북정읍소방서장, 익산소방서장
- ‘02.1.3 ~ ’04.1.11 지방소방준감 서울소방방재본부 방호과장
- ‘04.1.12 ~ ’05.1.23 소방준감 전라남도 소방본부장
- ‘05.1.24 ~ ’06.3.6 소방감 소방방재청 중앙소방학교장
- ‘06.3.7 ~ 08.3.13. 소방정감 소방방재청 차장

## 수상
- ‘99.11.9 대통령
- ‘05.11.9 홍조근정훈장